# Superagent Cody Banks
Superagent Cody Banks (títol original: Agent Cody Banks) és una pel·lícula estatunidenca dirigida per Harald Zwart l'any 2003. Ha estat doblada al català Una continuació es va estrenar l'any 2004 sota el títol Cody Banks, agent secret 2: Destinació Londres.

## Argument
Cody és un adolescent apassionat de skateboard, tímid amb les noies, ridiculitzat per la seva mare i martiritzat pel seu germà petit ... En resum, és un adolescent com els altres. Bé, gairebé: el jove ha participat en un programa secret de la CIA on ha estat format per efectuar missions secretes. L'agència el contacta aviat per a ell confiar la seva primera missió: seduir una estudiant el pare de la qual, un científic, ha posat a punt una tecnologia que ha caigut en males mans i qui amenaça la seguretat nacional.

## Repartiment
- Frankie Muniz: Cody Banks
- Hilary Duff: Natalie Connors
- Angie Harmon Veronica Miles
- Keith David: Director de la CIA
- Cynthia Stevenson: Mme Banks
- Arnold Vosloo: Francois Molay
- Daniel Roebuck: M. Banks
- Ian McShane: Brinkman
- Darrell Hammond: Earl
- Martin Donovan: Dr. Connors
- Marc Shelton: Agent de Vigilància del Van
- Chris Gauthier: Agent de Vigilància del Van
- Harry Van Gorkum: Agent Doble
- Connor Widdows: Alex Banks
- Alexandra Purvis: Amy
- Moneca Delain: Hologram Babe

## Nominacions
- 2003: Nominació al Teen Choice Awards del millor actor de comèdia per a Frankie Muniz
- 2004: Nominació al Saturn Award del millor paper per un jove actor per a Frankie Muniz

## Al voltant de la pel·lícula
- Cody i Natalie van a l'escola preparatoria William Donovan, nom del responsable del OSS durant la 2a guerra mundial, agència que es va convertir després en la CIA.
- El nom de la infermera de l'escola és Ratched, nom que portava Louise Fletcher en el seu memorable paper del film Algú va volar sobre el niu del cucut (1975).
- Al final del film, el timbre del telèfon holografic de Cody Banks és la de Flint, agent secret (1966), que se sent igualment a la sèrie d' Austin Powers.
- El film va ser dirigit a Vancouver entre juny i juliol de 2002; el rodatge només ha durat 52 dies.
- A petició de la seva filla de vuit anys el productor Dylan Sellers va contactar Hilary Duff, estrella de la sèrie Lizzie McGuire per al paper de la jove companya de Cody. En senyal de reconeixement, Dylan Sellers va posar al personatge el nom de la seva filla: Natalie.
- El nom del Dr. Connors recorda el del personatge de l'univers Spiderman.

## Crítica
- "Com a pel·lícula d'espies, té més dinamisme que les últimes aventures de James Bond, com "The Sum of All Fears, 2002."[3]
- "Si només vius dues vegades, viu-les evitant la pel·lícula."[4]
- "Una pel·lícula entretinguda per a nens i joves. És també un producte de l'era en què vivim, i en temps estranys es fan pel·lícules estranyes."[5]